# 500 Milhas de Indianápolis de 1933
Resultados das 500 Milhas de Indianápolis de 1933, no circuito de Indianapolis na terça-feira, 30 de Maio de 1933.
| Pos final | Pos inicial | N.º | Nome                | Qual    | Rank | Voltas | Led | Posição               |
| --------- | ----------- | --- | ------------------- | ------- | ---- | ------ | --- | --------------------- |
| 1         | 6           | 36  | LOUIS MEYER         | 116.977 | 7    | 200    | 71  | Corrida               |
| 2         | 23          | 17  | WILBUR SHAW         | 115.497 | 12   | 200    | 0   | Corrida               |
| 3         | 4           | 37  | LOU MOORE           | 117.843 | 4    | 200    | 0   | Corrida               |
| 4         | 15          | 21  | CHET GARDNER        | 112.319 | 22   | 200    | 0   | Corrida               |
| 5         | 10          | 8   | STUBBY STUBBLEFIELD | 114.784 | 13   | 200    | 0   | Corrida               |
| 6         | 36          | 38  | DAVE EVANS          | 109.448 | 36   | 200    | 0   | Corrida               |
| 7         | 12          | 34  | TONY GULOTTA        | 113.578 | 15   | 200    | 0   | Corrida               |
| 8         | 17          | 4   | RUSS SNOWBERGER     | 110.769 | 27   | 200    | 0   | Corrida               |
| 9         | 16          | 9   | ZEKE MEYER          | 111.099 | 25   | 200    | 0   | Corrida               |
| 10        | 20          | 46  | LUTHER JOHNSON      | 110.097 | 31   | 200    | 0   | Corrida               |
| 11        | 9           | 6   | CLIFF BERGERE       | 115.643 | 11   | 200    | 0   | Corrida               |
| 12        | 18          | 47  | L. L. CORUM         | 110.465 | 29   | 200    | 0   | Corrida               |
| 13        | 40          | 49  | WILLARD PRENTISS    | 107.776 | 41   | 200    | 0   | Corrida               |
| 14        | 27          | 14  | RAOUL RIGANTI       | 108.081 | 39   | 200    | 0   | Corrida               |
| 15        | 28          | 29  | GENE HAUSTEIN       | 107.603 | 42   | 197    | 0   |                       |
| 16        | 14          | 26  | DEACON LITZ         | 113.138 | 17   | 197    | 0   |                       |
| 17        | 31          | 18  | JOE RUSSO           | 112.531 | 20   | 192    | 0   |                       |
| 18        | 39          | 51  | DOC MACKENZIE       | 108.073 | 40   | 192    | 0   | Eixo de roda traseira |
| 19        | 25          | 27  | KELLY PETILLO       | 113.037 | 18   | 168    | 0   | Spun &                |
| 20        | 32          | 28  | CHET MILLER         | 112.025 | 23   | 163    | 0   | Vara                  |
| 21        | 24          | 19  | AL MILLER           | 109.799 | 35   | 161    | 0   | Vara                  |
| 22        | 19          | 68  | BENNETT HILL        | 110.264 | 30   | 158    | 0   | Vara                  |
| 23        | 29          | 45  |                     | 116.626 | 9    | 156    | 60  |                       |
| 24        | 26          | 32  | WESLEY CRAWFORD     | 109.862 | 33   | 147    | 0   | Choque T1             |
| 25        | 1           | 5   | BILL CUMMINGS       | 118.530 | 1    | 136    | 32  | Radiator              |
| 26        | 7           | 15  | LESTER SPANGLER     | 116.903 | 8    | 132    | 0   | Choque T1             |
| 27        | 35          | 65  | FREDDY WINNAI       | 111.018 | 26   | 125    | 0   |                       |
| 32        | 11          | 2   | PETER KREIS         | 114.370 | 14   | 63     | 0   | Universal joint       |
| 33        | 5           | 16  | ERNIE TRIPLETT      | 117.685 | 5    | 61     | 0   | Piston                |
| 34        | 13          | 25  | SHORTY CANTLON      | 113.384 | 16   | 50     | 0   | Vara                  |
| 35        | 42          | 3   | MAURI ROSE          | 117.649 | 6    | 48     | 0   |                       |
| 36        | 2           | 58  | FRANK BRISKO        | 118.388 | 2    | 47     | 0   | Oil too hot           |
| 37        | 8           | 10  | IRA HALL            | 115.739 | 10   | 37     | 0   | Piston                |
| 38        | 41          | 23  | RALPH HEPBURN       | 110.001 | 32   | 33     | 0   |                       |
| 39        | 37          | 59  | RAY CAMPBELL        | 108.650 | 37   | 24     | 0   | Oleo                  |
| 40        | 33          | 24  | PAUL BOST           | 111.330 | 24   | 13     | 0   |                       |